# 中山仁斗
中山 仁斗（なかやま まさと、1992年〈平成4年〉2月6日 - ）は、兵庫県尼崎市出身のプロサッカー選手。ポジションはフォワード。

## 来歴
地元の長洲SCでサッカーを始める。
大阪産業大学附属高等学校を経て大阪産業大学へ進学。大阪産業大学時代の同期は、江口直生。
2014年より、ガイナーレ鳥取へ入団。2015年シーズンにはJ3リーグでチーム最多となる10得点を記録した。
2016年、同期のMF安藤由翔と共にレノファ山口FCへ完全移籍。その年の7月10日に行われたJ2第22節ギラヴァンツ北九州戦（維新百年記念公園陸上競技場）で後半16分からの出場でハットトリックを達成した。
2017年、モンテディオ山形へ完全移籍。
2019年シーズンより、ジュビロ磐田へ完全移籍。4月10日に行われたルヴァン杯・松本山雅FC戦で移籍後初ゴールを含む2得点を挙げ、チームの勝利に貢献した。5月18日のJ1第12節・ベガルタ仙台戦では、前半19分にアダイウトンの先制点をアシストし、前半34分には自身J1リーグ初得点となる追加点を挙げ、1得点1アシストの活躍で磐田のリーグ戦ホーム初勝利に貢献した。7月3日に行われた天皇杯2回戦・ホンダロックSC戦では、ハットトリックを達成した。このハットトリックもあり、大会2試合で6得点を挙げて大会得点王となった。
2020年、水戸ホーリーホックへ完全移籍。加入初年度から主力に定着し、キャリアハイの13ゴールをマーク。翌2021年も攻撃の中心として12ゴールを決め、2年連続での二桁ゴールを達成。
2022年よりベガルタ仙台に完全移籍で加入。キャリアハイのリーグ戦14得点を記録し、JPFAアワードのJ2ベストイレブンに選ばれた。
2024年11月22日、ベガルタ仙台との契約満了を発表。
2024年12月29日、クリアソン新宿への加入を発表。

## エピソード
- ゴンの愛称で呼ばれている元磐田の中山雅史と名前が1文字違いのため、昔からあだ名が「ゴン」であった[17]。また、磐田に移籍際はチームメイトや加入時に監督だった名波浩から「ゴン」と呼ばれていた[1]。
- 仙台入団時のコメント「顔は戦国武将みたいで怖そうですが…」[13] がサポーターに受け、「武将キャラ」が定着。シーズン終了後にはイベントで伊達武将隊とのコラボレーションにより実際に武将姿を披露した[18][19]。

## 所属クラブ
- 長洲SC
- 大阪産業大学附属高等学校
- 大阪産業大学
- 2014年 -2015年  ガイナーレ鳥取
- 2016年  レノファ山口FC
- 2017年 - 2018年  モンテディオ山形
- 2019年  ジュビロ磐田
- 2020年 - 2021年  水戸ホーリーホック
- 2022年 - 2024年  ベガルタ仙台
- 2025年 -  クリアソン新宿

## 個人成績
| 国内大会個人成績 | 国内大会個人成績 | 国内大会個人成績 | 国内大会個人成績 | 国内大会個人成績 | 国内大会個人成績 | 国内大会個人成績 | 国内大会個人成績 | 国内大会個人成績 | 国内大会個人成績 | 国内大会個人成績 | 国内大会個人成績 |
| 年度             | クラブ           | 背番号           | リーグ           | リーグ戦         | リーグ戦         | リーグ杯         | リーグ杯         | オープン杯       | オープン杯       | 期間通算         | 期間通算         |
| 年度             | クラブ           | 背番号           | リーグ           | 出場             | 得点             | 出場             | 得点             | 出場             | 得点             | 出場             | 得点             |
| 日本             | 日本             | 日本             | 日本             | リーグ戦         | リーグ戦         | リーグ杯         | リーグ杯         | 天皇杯           | 天皇杯           | 期間通算         | 期間通算         |
| ---------------- | ---------------- | ---------------- | ---------------- | ---------------- | ---------------- | ---------------- | ---------------- | ---------------- | ---------------- | ---------------- | ---------------- |
| 2014             | 鳥取             | 18               | J3               | 23               | 3                | -                | -                | 2                | 1                | 25               | 4                |
| 2015             | 鳥取             | 18               | J3               | 31               | 10               | -                | -                | 2                | 0                | 33               | 10               |
| 2016             | 山口             | 32               | J2               | 29               | 11               | -                | -                | 3                | 0                | 32               | 11               |
| 2017             | 山形             | 39               | J2               | 15               | 2                | -                | -                | 0                | 0                | 15               | 2                |
| 2018             | 山形             | 39               | J2               | 22               | 3                | -                | -                | 4                | 0                | 26               | 3                |
| 2019             | 磐田             | 32               | J1               | 14               | 2                | 6                | 2                | 2                | 6                | 22               | 10               |
| 2020             | 水戸             | 9                | J2               | 38               | 13               | -                | -                | -                | -                | 38               | 13               |
| 2021             | 水戸             | 9                | J2               | 35               | 12               | -                | -                | 0                | 0                | 35               | 12               |
| 2022             | 仙台             | 9                | J2               | 27               | 14               | -                | -                | 1                | 1                | 28               | 15               |
| 2023             | 仙台             | 9                | J2               | 26               | 2                | -                | -                | 2                | 1                | 28               | 3                |
| 2024             | 仙台             | 9                | J2               | 25               | 6                | 1                | 0                | 1                | 0                | 27               | 6                |
| 2025             | 新宿             | 99               | JFL              |                  |                  | -                | -                |                  |                  |                  |                  |
| 通算             | 日本             | 日本             | J1               | 14               | 2                | 6                | 2                | 2                | 6                | 22               | 10               |
| 通算             | 日本             | 日本             | J2               | 217              | 63               | 1                | 0                | 11               | 2                | 229              | 65               |
| 通算             | 日本             | 日本             | J3               | 54               | 13               | -                | -                | 4                | 1                | 58               | 14               |
| 通算             | 日本             | 日本             | JFL              |                  |                  | -                | -                |                  |                  |                  |                  |
| 総通算           | 総通算           | 総通算           | 総通算           | 285              | 78               | 7                | 2                | 17               | 9                | 309              | 89               |

- Jリーグ初出場 - 2014年3月16日 J3第2節 対ツエーゲン金沢（石川県西部緑地公園陸上競技場）
- 公式戦初得点 - 2014年7月6日 天皇杯1回戦 対多度津FC（とりぎんバードスタジアム）
- Jリーグ初得点 - 2014年8月10日 J3第21節 対FC町田ゼルビア（町田市立陸上競技場）

## タイトル

### 個人
- 天皇杯全日本サッカー選手権大会・得点王（2019年）
- JPFAアワード（J2）・ベストイレブン：1回（2022年）